# Die Geschichte von Herrn Sommer
Die Geschichte von Herrn Sommer ist eine Novelle des deutschen Schriftstellers Patrick Süskind, die 1991 im Diogenes Verlag mit farbigen Bildern von Jean-Jacques Sempé erschienen ist.

## Inhalt

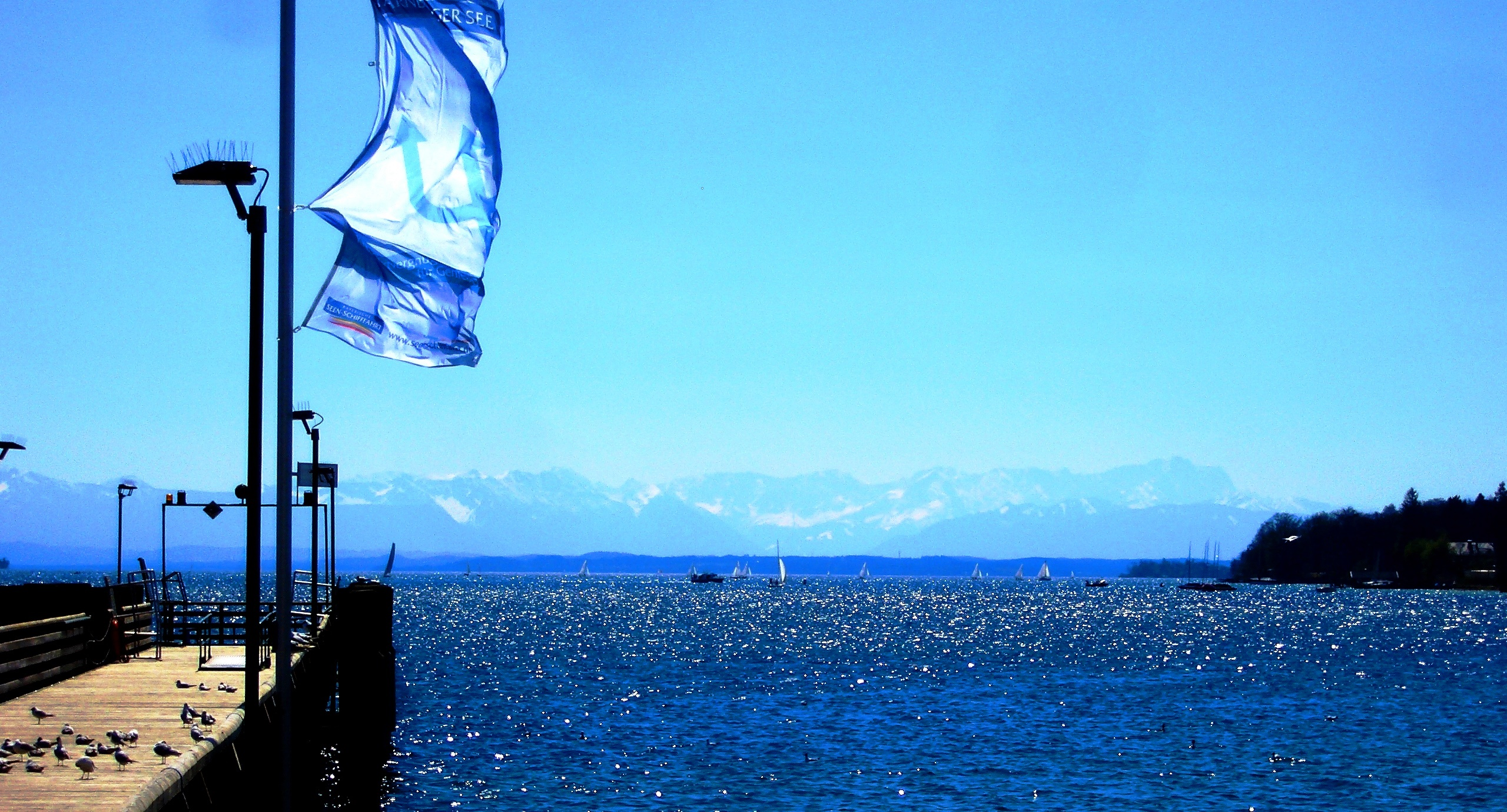
Starnberger See im April 2015

Die Geschichte ist in der Form einer Ich-Erzählsituation geschrieben: Sie schildert – beginnend mit dem ersten Schuljahr – in einem Rückblick von vierzig Jahren einige Erlebnisse aus der Kindheit eines Jungen, der an den Ufern des Starnberger Sees aufwächst.
Sein eher unglückliches Leben ist gekennzeichnet durch Klavierstunden bei einer ungerecht strengen Lehrerin, seinen langen Schulweg (seine Heimatstadt ist durch einen See geteilt und die Schule befindet sich auf der anderen Seite), die Oberflächlichkeit seiner Eltern und eine verzweifelte, dabei vergebliche Liebe zu einer Klassenkameradin.
Dabei kennt jeder in der Stadt den seltsamen Herrn Sommer, der dadurch auffällt, dass er ständig ziellos und verbissen umherwandert. Keiner weiß wohin oder wieso. Der Junge beobachtet Herrn Sommer und fühlt eine Verbindung zwischen dem Herumziehen des Herrn Sommer und seinem eigenen, emotionalen Umherirren.
Das Buch endet mit dem Suizid Herrn Sommers durch Ertrinken, der von dem Jungen zufällig beobachtet wird. Die Tage danach wird Herr Sommer zwar vermisst, aber es macht sich niemand Sorgen.
Nach zwei Wochen aber wird eine Vermisstenanzeige aufgegeben. Doch man findet Herrn Sommer nicht. Der Junge sagt nichts von dem Vorfall am See, und so haben die Leute in der Stadt das alles bald wieder vergessen.

## Interpretation
Die Novelle kann als Beispiel für unzuverlässiges Erzählen betrachtet werden. Der Erzähler beginnt die Geschichte mit der mathematisch genauen Berechnung seiner Fallgeschwindigkeit und beendet seine Geschichte damit, den Tod von Herrn Sommer zu beschreiben. Das fiktive daran scheint, dass Herr Sommer im See ertrank, weil er hineinwanderte und sich nicht wehrte. Immer wieder thematisiert der Erzähler seine eigene Unzuverlässigkeit, da er seit dem Sturz von einem Baum Probleme damit habe, sich zu konzentrieren. Weiterhin leidet er an einer Rechts-Links-Schwäche.
Probleme bei der Berechnung einfacher mathematischer Aufgaben, Rechts-Links-Schwäche und die eingestandenen Konzentrationsschwierigkeiten könnte man darauf zurückführen, dass der Erzähler beim Sturz vom Baum eine Schädigung des Gehirns (Gyrus angularis) davongetragen hat und seitdem am Gerstmann-Syndrom leidet. Folgt man dieser Interpretation, so wird die gesamte erzählte Wirklichkeit, inklusive der Existenz von Herrn Sommer, in Zweifel gezogen.

## Zitat
„‚Unsinn‘, sagte meine Mutter, ‚er hat Klaustrophobie, sonst nichts, und gegen Klaustrophobie gibt es kein Mittel.‘ Als ich im Bett lag, ging mir noch lange dieses sonderbare Wort im Kopf herum: Klaustrophobie.“

## Ausgaben
- Erstausgabe: Die Geschichte von Herrn Sommer. Mit Bildern von Sempé. Diogenes, Zürich 1991, ISBN 3-257-01895-9.
- Taschenbuch: Die Geschichte von Herrn Sommer. Mit Bildern von Sempé. Diogenes, Zürich 1994, ISBN 3-257-22664-0.
- Neuausgabe: Die Geschichte von Herrn Sommer. Mit Bildern von Sempé. Diogenes, Zürich 2012, ISBN 978-3-257-05728-7.
- Hörbuch: Die Geschichte von Herrn Sommer. 2 Audio-CDs, gelesen von Hans Korte. Diogenes, Zürich 2006, ISBN 3-257-80017-7.